# Lumban Gaol (Pahae Julu)
Lumban Gaol is een bestuurslaag in het regentschap Tapanuli Utara van de provincie Noord-Sumatra, Indonesië. Lumban Gaol telt 647 inwoners (volkstelling 2010).